# إسحاق ناثان
إسحاق ناثان (بالإنجليزية: Isaac Nathan) هو عالم موسيقى وصحفي وملحن أسترالي، ولد في 1790 في كانتربيري في المملكة المتحدة، وتوفي في 15 يناير 1864 في سيدني في أستراليا بسبب حادث مرور.

## وصلات خارجية
- إسحاق ناثان على موقع ميوزك برينز (الإنجليزية)